# Samoš
Pour les articles homonymes, voir Samos (homonymie).
Samoš (en serbe cyrillique : Самош ; en hongrois : Számos) est une localité de Serbie située dans la province autonome de Voïvodine. Elle fait partie de la municipalité de Kovačica dans le district du Banat méridional. Au recensement de 2011, elle comptait 1 027 habitants.
Samoš est officiellement classé parmi les villages de Serbie.

## Démographie

### Évolution historique de la population
| 1948  | 1953  | 1961  | 1971  | 1981  | 1991  | 2002  | 2011  |
| ----- | ----- | ----- | ----- | ----- | ----- | ----- | ----- |
| 2 382 | 2 373 | 2 310 | 2 108 | 1 658 | 1 438 | 1 247 | 1 027 |

|  |